# Publius Cornelius Lentulus Spinther
Publius Cornelius Lentulus Spinther (Kr. e. 1. század) római politikus, az előkelő patricius Cornelia gens tagja volt. Agnomenjét onnan kapta, hogy feltűnően hasonlított egy Spinther nevű színészre. Ezt még érdekesebbé teszi, hogy consultársa, Quintus Caecilius Metellus Nepos szintén egy korabeli színész, Pamphilus hasonmása volt.

## Cicero híve
Kr. e. 63-ban aedilis curulis volt, ebben az évben Cicero consul rábízta a Catilina-összeesküvésben fontos szerepet játszó rokona, Publius Cornelius Lentulus Sura őrzését. Egyébiránt hivatali évét emlékezetessé tették pompás játékai, bár feljegyezték, hogy türoszi bíborral szegélyezett tógája visszatetszést keltett.
Kr. e. 60-ban praetori magistraturát viselt, ilyen minőségben elsőként gondoskodott napellenzők használatáról a Ludi Apollinares folyamán. Kr. e. 59 és Kr. e. 58 között Julius Caesar jóindulatának köszönhetően Hispania Citerior helytartója lehetett, sőt a Kr. e. 57-es consuli cím elnyerésében is Caesar segítette. Ennek ellenére mindjárt hivatalba lépése napján, január 1-jén azonnal Cicero visszahívásáért emelt szót, meggyőzve kollégáját, Metellus Nepost is. A szónok később ezért nagyra értékelte.

## Egyiptom
Bár Caesar ellen foglalt állást, Pompeiust sem támogatta a gabonavásárlások feletti teljes ellenőrzés elnyerésében, mivel ezáltal késleltethette annak egyiptomi feladatát, a Ciprus római megszállása miatt elűzött XII. Ptolemaiosz király hatalmának restaurálását. Reményei szerint ugyanis a dicsőséget ő aratta volna le, mint Cilicia proconsulja. Spinther még hivatali évének lejárta előtt útnak készült indulni, ám ekkor egy villám csapott Jupiter szobrába a Mons Albanuson, és a sibylla az ügy kapcsán megtiltotta az egyiptomi király fegyverrel történő támogatását. A Spinther irányába ismeretlen okból ellenséges ifjabb Cato ekkor néptribunus volt, és értesülve a jóslatról, azt nyilvánosan kihirdettette a quindecemvirekkel.
Végeláthatatlan vita kezdődött, amelyben Pompeiust több néptribunus, Spinthert többek között Lucullus és Quintus Hortensius Hortalus támogatta, de a senatus egy mérsékeltebb csoportja Marcus Calpurnius Bibulus vezetésével három követ küldését javasolta. Bibulust leszavazták, Spinther és Pompeius vitáját pedig elnapolták. Csak Gabinius Kr. e. 55-ös törvénye változtatott a helyzeten az utóbbinak ítélve a restauráció jogát.
Spinther végül Cilicia helytartója maradt Kr. e. 56 és Kr. e. 53 között, bár Cato többször vissza akarta hívatni. Még imperatorrá is kikiáltották katonái egy Amanuszban aratott győzelme után, de triumphust csak Kr. e. 51-ben tarthatott, amikor már felváltotta a tartomány élén az igényét támogató Cicero. Ez utóbbi írásaiból derül ki, hogy igazságosan igazgatta a provinciát, de pénzügyi gondjai akadtak az lovagrendi publicanusokkal (adóbérlők), ezért el is kellett adnia tusculumi villáját.

## A polgárháború
Kr. e. 49-ben, a Caesar és Pompeius közti polgárháború kitörésekor természetesen az utóbbi mellé állt, és 10 cohorsnyi erőt vezetett Picenumból az ellenség közeledtére Corfiniumba, az ellenálló Lucius Domitius Ahenobarbushoz csatlakozva. Caesar hatalmas túl ereje azonban tárgyalásra kényszerítette a hadvezéreket, akik szabadon elvonulhattak, hadaik pedig beolvadtak Caesar seregei közé.
Lentulus Puteoliba menekült, majd csatlakozott Pompeiushoz Hellaszban. Jelen volt a pharszaloszi csatában, előtte állítólag Metellus Scipióval, Domitius Ahenobarbusszal még össze is veszett a zsákmány elosztásán. A vereséget követően Pompeiusszal tartott Egyiptomba, majd Rhodoszon keresett menedéket. További sorsa ismeretlen. Fia, az ifjabb Spinther augurként később Caesar gyilkosai mellé állt.